# Assassin's Creed Origins
Assassin's Creed Origins is een action-adventurespel ontwikkeld door Ubisoft Montreal. Het spel werd op 27 oktober 2017 door Ubisoft uitgebracht voor PlayStation 4, Windows en Xbox One. Het is het tiende grote spel binnen de Assassin's Creed-serie en de opvolger van Assassin's Creed Syndicate uit 2015.  

## Spel
Het spel speelt zich af in het Oude Egypte. Als hoofdpersoon speel je de Egyptenaar en Medjay Bayek. Je moet allerlei missies uitvoeren om verder te komen. Zo is de eerste stad Siwa. Daarna komen ook o.a. Alexandrië en Memphis. In de periode van het Macedonisch Egypte en Ptolemeïsche rijk en het verhaal bevat een geheime fictieve geschiedenis van waargebeurde gebeurtenissen. Het spel vertelt het verhaal van de oorsprong van het eeuwenlang durende conflict tussen het Broederschap der Assassijnen, die voor vrede vechten door vrijheid te bevorderen, en The Order of the Ancients, voorlopers van de Orde der Tempeliers, die vrede verlangen door de gedwongen oplegging van orde. Origins ontving positieve recensies van critici, die het verhaal, de personages, de stemacteurs, de vernieuwde gameplay-systemen, de meeslepende wereld van Egypte en de graphics prezen, hoewel er ook kritiek klonk vanwege een aantal technische problemen. Het spel wordt door meerdere critici gezien als de beste of een van de beste spellen van de serie.    